# Amsterdam Amstel
Amsterdam Amstel – stacja kolejowa i przystanek metra w Amsterdamie, w prowincji Holandia Północna. Nazwa stacji pochodzi od pobliskiej rzeki Amstel.
| Amsterdam Amstel                     |  |                              |
| Linia                                |  |                              |
| Amsterdam Muiderpoortodległość: 2 km |  | Duivendrecht odległość: 1 km |